# Марпесія

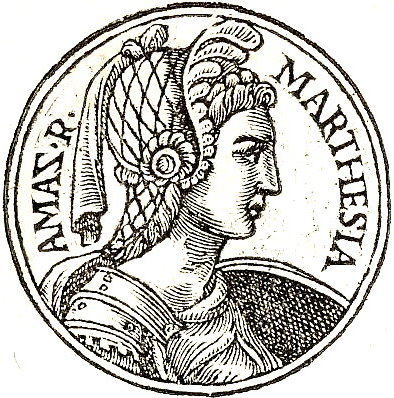
Марпесія зі збірки гравюр Гійома Руйє " Promptuarii Iconum Insigniorum "

Марпесія (дав.-гр. Μαρπησία у перекладі — «хвацька»; лат. Marpesia у неправильному написанні — Marthesia або Martesia) — у грецькій і римській міфології та історіографії — одна з цариць племені амазонок, рідна сестра Лампедо . Обидві вони правили спільно з Іпполітою після смерті Лісиппи .

## Життєпис
Згідно праці готського (за іншою версією скіфського) історика Йордана " Про походження і діяння гетів ", жінки народу готів (або скіфів) взяли до рук зброю, щоб захистити себе від сусідів-загарбників. До цього їх спонукало те, що на той момент у королівстві не знайшлося чоловіків, здатних дати відсіч ворогу, оскільки всі вони брали участь у військовому поході. Своїми очільницями жінки обрали двох найсміливіших і найдосвідченіших войовниць — сестер Лампедо і Марпесію. Після того, як з ворогами було покінчено, Лампедо і Марпесія зі своїм жіночим військом не заспокоїлися, а почали підкорювати сусідні народи і країни. За легендою, вони завоювали велику частину Малої Азії і Сирії, заснували безліч міст, дійшли до Європи, підкорили Кавказ .
Згідно з переказами, сестри заклали між горами Кавказу і Каспійським морем місто-порт «Залізні ворота» (нинішній Дербент). Ім'я Марпесіі було присвоєно місцю, де вони зупинилися зі своїм загоном, — скелі Марпесіі, яку згодом Олександр Македонський перейменував на Каспійські ворота . Марпесія також стала однією з амазонок, які взяли участь у заснуванні міста Ефес, де вона посприяла будівництву храму Артеміди . За словами Павла Оросія, християнського історика, що жив у V столітті, Марпесія і Лампедо, беручи участь у експедиціях і завойовницьких походах, розширили свій вплив до Східної Європи та Малої Азії.
Марпесія загинула в битві під час раптового вторгнення азійських варварів. Її замінили доньки Оріфія і Антіопа . Деякі джерела додають до них і Синопу .

## У мистецтві
Лампедо і Марпесіі присвячені окремі розділи моралізаторського трактату Джованні Боккаччо «Про знаменитих жінок». У ньому італійський письменник навів біографії понад ста, на його погляд, найвидатніших жінок міфів, давнини та середньовіччя .
У 1533 році французький видавець Гійом Руйє випустив збірку гравюр " Promptuarii Iconum Insigniorum " («Зібрання примітних образів»), у яку включив і образи знаменитих амазонок Лампедо і Марпесіі.